# 안우식
안우식(1932년 - 2010년 12월 22일)은 재일 한국인 번역가이다. 그는 젊은 시절에 어느 일본인 문인이 "한국에도 문학이 있습니까?"라는 질문에 충격받아 한국 문학을 번역의 길을 선택하였다.

## 수상
2009년 번역상 (한국문학번역원)

## 경력
- 오비린 대학교 명예 교수

## 출연
- 아리랑 TV 2009년 2월 3일 한국문학 번역가 1부[3]